# Château d'If
Château d'If, Slottet If eller bara If är en fästning uppförd 1527-1529 på ön If i ögruppen Frioulöarna utanför Marseille i Frankrike. 

## Bakgrund
Innan fästningen byggdes var ön obebodd men användes tidvis av fiskare. Fästningen började byggas 1516 av kung Frans I av Frankrike och avslutades 1529.
Samma år som byggandet startade släpptes en noshörning i land på ön. Noshörningen var en gåva till påven Leo X från Portugals kung Manuel I, som i sin tur fått den från Indien. Albrecht Dürer gjorde sitt träsnitt Noshörning utifrån beskrivningar av detta djur.
Fästningen är kvadratisk, 28×28 meter, har tre våningar och tre torn. Även resten av den 30 000 kvadratmeter stora ön är kraftigt befäst.
Byggandet av fästningen var inte populärt i Marseille som i anslutningsavtalet med Frankrike blivit lovade att själva få sköta sitt försvar. När kungen så började bygga sågs det som en maktdemonstration av honom.
Fästningen användes aldrig i strid men fyllde förmodligen en funktion som avskräckning. År 1531 hade tysk-romerske kejsaren Karl V planer på att attackera Marseille men avstod.
Redan 1580 placerades en fånge på ön som kan ha varit den förste, adelsmannen Anselme, dömd för att ha konspirerat mot monarkin. Från 1634 övergick fästningen till att vara fängelse. Fängelset var på sin tid bland de mest fruktade i Frankrike. Prominenta fångar kunde mot betalning sitta internerade i bekväma gemak i fästningens övre plan. De allra flesta fångarna bodde dock under vidriga förhållanden i fästningens källarhålor. Under religionskrigen skickades 3 500 hugenotter till ön. Fängelset upphörde 1890 och öppnades för allmänheten.

## I litteraturen
Fästningen finns med i berättelsen om Greven av Monte Cristo av Alexandre Dumas. Berättelsen gjorde fängelset känt över hela världen. Det är härifrån huvudpersonen Edmond Dantès träffar sin läromästare och välgörare, Abbé Faria, och det är härifrån han efter Farias död lyckas fly. Alexandre Dumas baserar Edmond Dantès löst på verklighetens José Custodio Faria, namne med Abbe Faria, som under sin internering tränade upp sig i illusionistisk teknik. Alexandre Dumas placerar också mannen med järnmasken på ön i romanen från samma namn. Verklighetens mannen med järnmasken satt dock aldrig fängslad här.